# انفلات الغلاف الجوي

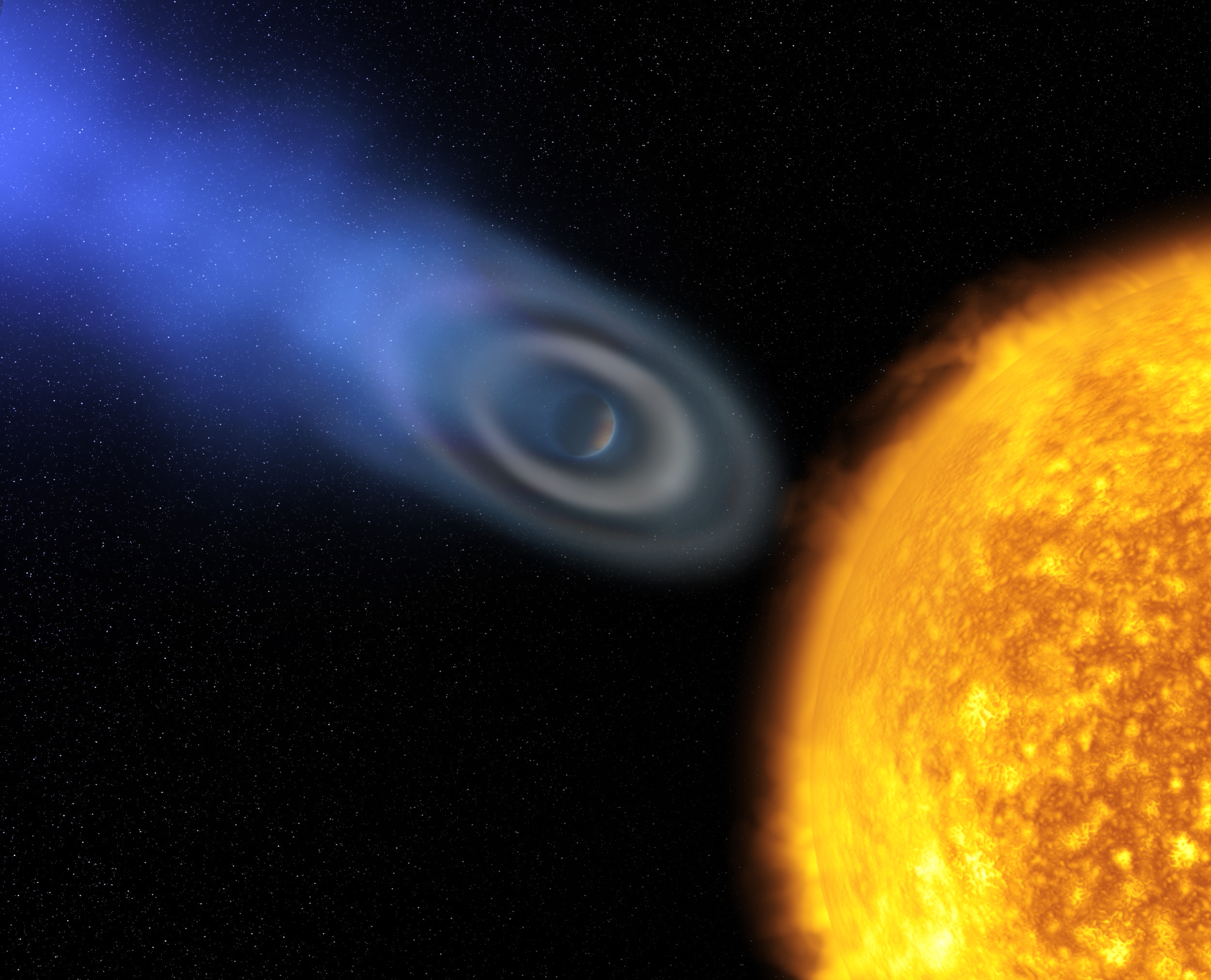

انفلات الغلاف الجوي (بالإنجليزية: Atmospheric escape)‏، وهو فقدان الكوكب لغلافه الغازي إلى الفضاء الخارجي. يمكن أن يكون هناك آليات عديدة مسؤولة عن انفلات الغلاف الجوي؛ إذ تنقسم هذه العمليات إلى انفلات حراري، وانفلات غير حراري (أو فوق حراري)، وتعرية الاصطدامات. تعتمد الأهمية النسبية لكل عملية فقدان على سرعة الإفلات الخاصة بالكوكب، وتركيب غلافه الجوي، ومسافته من الشمس التابع لها. يحدث الانفلات عندما تتغلب الطاقة الحركية للجزيئات على طاقة وضع الجاذبية؛ وبعبارة أخرى، يتمكن الجزئ من الانفلات عندما يتحرك بسرعة أكبر من سرعة الإفلات من جاذبية كوكبه. يعتبر تصنيف معدلات انفلات الغلاف الجوي للكواكب الخارجية أمرًا ضروريًا لتحديد ما إذا كان الغلاف الجوي للكوكب باقيًا أم لا، وبالتالي يحدد هذا التصنيف قابلية الحياة على هذه الكواكب واحتمالية وجودها هناك.

## تعرية الاصطدامات
يمكن أن يؤدي اصطدام النيازك إلى فقدان الغلاف الكوكبي. ويمكن للمقذوفات الناتجة عن التصادم، بما يتضمن جزيئات الغلاف الجوي، إذا كان التصادم ذا طاقة عالية، أن تصل إلى سرعة الإفلات من الجاذبية.
يجب أن يكون نصف قطر الجرم المصطدم أكبر من ارتفاع التدرج للغلاف الجوي. يمكن للمقذوفات أن تنقل الزخم، بالتالي تسهل من انفلات الغلاف الجوي في ثلاث طرق رئيسية: (1) يرفع النيزك من حرارة وسرعة الغاز الذي يحتك به خلال حركته عبر الغلاف الجوي، (2) ترفع المقذوفات الصلبة الناتجة عن فوهة الاصطدام من حرارة جسيمات الغلاف الجوي من خلال قوى السحب المؤثرة عليها عندما تُقذف، (3) يُنتج الاصطدام بخارًا يمتد بعيدًا عن سطح الأرض. وفي الحالة الأولى، يمكن أن يفلت الغاز الساخن بطريقة مشابهة للانفلات الهيدروديناميكي، وإن كان على نطاق أكثر موضعية. تحدث أغلب انفلاتات الغلاف الجوي من تعرية الاصطدامات بالطريقة الثالثة. تقع أكبر كمية يمكن أن تُقذف من الغلاف الجوي أعلى المستوى المماس لموقع الاصطدام.

## عمليات رصد انفلات الغلاف الجوي للكواكب الخارجية
قاست دراسات الكواكب الخارجية انفلات الغلاف الجوي باعتباره وسيلةً لتحديد تركيب الغلاف الجوي وقابلية الحياة على الكوكب. تعتبر طريقة امتصاص خط لايمان-ألفا أكثر الطرق استخدامًا في هذا القياس. تُكتشف العديد من الكواكب الخارجية باستخدام طريقة العبور الفلكي، عند انخفاض سطوع أحد النجوم البعيدة، وينظر العلماء بشكل خاص إلى الأطوال الموجية الخاصة بامتصاص الهيدروجين التي تعبر عن كمية الهيدروجين في الغلاف الجوي المحيط بهذا الكوكب الخارجي. تشير هذه الطريقة إلى أن الكواكب، إتش دي 209458 بي وإتش دي 189733 بي من فئة المشتري الحار، والكوكب غليزا 436 بي من فئة نبتون الحار، تمر بحالة كبيرة من انفلات الغلاف الجوي.

## طرق انفلات الغلاف الجوي الأخرى
لا يعتبر العزل طريقةً من طرق الانفلات من الكوكب، ولكنه عبارة عن فقدان لجزيئات الغلاف الجوي نتيجةً لسقوطها على الكوكب. تحدث هذه الظاهرة على الأرض عندما يتكاثف البخار المائي ليشكل الأمطار أو الجليدات الثلجية، وعندما يُعزل ثاني أكسيد الكربون في الرواسب أو يدخل في دورة الكربون المحيطية، أو عندما تتأكسد الصخور من خلال زيادة حالة الأكسدة كما يحدث في صخور الحديديك، من الحديد ثنائي التكافؤ (Fe+2) إلى الحديد ثلاثي التكافؤ (Fe+3). يمكن أن تُعزل الغازات أيضًا من خلال عملية الامتزاز، إذ تلتقط الجسيمات الصغيرة في الحطام الصخري الغاز الذي يلتصق بجسيمات السطح.